# 岸礼
岸礼（がんれい、文化13年（1816年） - 明治16年（1883年）5月24日）は、江戸時代後期から明治時代の岸派の絵師、日本画家。姓は佐伯、名は持豊、持礼。字を士（子、仕）弟、号に雪峰、化鵬、北鵬、白雲館など。官名から岸大路左近将監と称した。

## 経歴
岸派の二代目岸岱の次男として現在の京都市内で生れる。父について岸派の絵を学び、安政度京都御所の障壁画製作のため禁裏絵所に出仕して近衛府官人となり、左近衛府下野守に任じられ、さらに左近将監に昇進した。『平安画家評判記』には「何も角にも出来升」とあり、一定の評価を得ていたことが窺える。明治維新後に東京に移住し、当地で没した。墓所は本禅寺。
画風は、岸派の個性的な筆法を更に力強くし、濃墨をふんだんに使った強い調子の作品と、四条派風の温雅な草花図などが残っており、画域に幅があったと見られる。

## 作品
- 「山水図屏風」 紙本墨画淡彩 六曲一双 敦賀市立博物館蔵
- 「百福図」 紙本淡彩 一幅 縦183.0x横137.0cm 敦賀市立博物館蔵 明治6年（1873年）